# Jack Trevor Story
Jack Trevor Story, né le 30 mars 1917 à Hertford dans le Hertfordshire, en Angleterre, et mort le 5 décembre 1991 à Milton Keynes dans le Buckinghamshire, en Angleterre, est un écrivain et scénariste britannique, auteur de romans policiers et d’ espionnage.

## Biographie
Il fait des études en électronique. Doté d'un fort sens de l'humour, il se lance dans l'écriture. L'humour noir est d'ailleurs le principal ingrédient de son premier roman, Mais qui a tué Harry ? (The Trouble with Harry), publié en 1949 et adapté sous le titre éponyme par Alfred Hitchcock en 1955.
Il fait partie des auteurs de la série consacrée au détective Sexton Blake (en), un héros créé par Harry Blyth en 1893.
Auteur de nombreuses nouvelles, il écrit également un grand nombre de scénarios, en particulier pour des séries télévisées.

## Œuvre

### Romans
- The Trouble with Harry, 1949
  - Mais qui a tué Harry ?, Laffont, 1956 ; réédition, 10/18 no 2724, 1996 ; réédition, Cambourakis 2013
- Protection for a Lady, 1950
- Green to Pagan Street, 1952
- The Trouble with Trudy, 1955
- Murder on my Mind, 1955
- The Money Goes Round and Round, 1958
- Mix Me a Person, 1961
  - Une question d'heures, Paniques no 4, 1963 ; réédition, Série noire no 1657, 1974
- Man Pinches Bottom, 1962
- Live Now Pay Later, 1963
- Something for Nothing, 1963
- The Urban District Lover, 1964
- I Sit In Hanger Lane, 1968
- Dishonourable Member, 1969
- One Last Mad Embrace, 1970
- Hitler Needs You, 1970
- Little Dog's Day, 1971
- The Wind in the Snottygobble Tree, 1971
- Crying Makes Your Nose Run, 1974
- Morag's Flying Fortress, 1976
- Up River, 1979 (autre titre The Screwrape Lettuce)
- Albert Rides Again, 1990
- Shabby Weddings, 1991

### Série Sexton Blake
- The Season of the Skylark, 1957
- The Blonde & the Boodle, 1957
- Company of Bandits, 1965

### Roman signé Rex Riotti
- Scarlet Widow, 1953

### Série Pintetop Jones signée Bret Harding
- Pinetop Jones – Fugitive, 1953
- Guns Of Pecos, 1953
- Pinetop Jones – Renegade, 1953
- Pinetop Jones – Vigilante, 1954
- Blood Feud, 1954
- California in the Morning, 1954
- Oregon Grab, 1954
- South of Arroyo, 1954
- Appointment in Topeka, 1954
- Corpse to Colorado, 1955

### Romans western signés Alex Atwell
- Brother Satan, 1954
- Legacy of Lead, 1954
- Horse Thief Trail, 1954

### Autobiographie
- Dwarf Goes to Oxford, 1987

### Nouvelles
- Codger King, 1946
- The Root, 1946
- Chestnut, 1947
- Duet, 1947
- A Room on the First Floor, 1948
- Pursuit, 1948
- Fame for Ferdinand, 1949
- New to the Job, 1949
- Our Charlie Strikes a Light, 1950
- The Going of Marigold Bridge, 1950
- The Night the Brick Came Through the Window, 1951
- Steps in the Night, 1952
- A Nestling, 1952
- My Mother’s Second Husband, 1952
- Sentimental Murder, 1952
- Mrs Samaritan and the Distressed Gentlewoman, 1952
- Aunt Letitia’s Dilemma, 1952
- Happy Birthday, 1952
- Manchester Sees the Light, 1952
- Charlie and the Sneezing Oak, 1952
- Paper Chase, 1952
- Happy Go Sammy, 1952
- Our Maudie and the Stately Home, 1953
- Strictly Rural, 1953
- Uncle Thomas and the Wall of Death, 1954
- My Son Hadrian, 1957
- Pursuit, 1959
- Sea and Sad Voices, 1969
- Sentimental Murder, 1970
- Native Air, 1972
- The Notorious Mrs Kelly, 1973
- Cockney Sin Drome, 1974
- Sun spots, 1974
- Mr Soderberg and the Secret of the Yashmak, 1977
- Daddy's Last Magpie, 1981
- Two Old Men In Deck-Chairs, 1988

## Filmographie
- 1955 : Mais qui a tué Harry ?, adaptation de The Trouble with Harry, réalisée par Alfred Hitchcock, avec Edmund Gwenn, John Forsythe et Shirley MacLaine
- 1957 : Les Années dangereuses (en), réalisé par Herbert Wilcox
- 1958 : Wonderful Things! (en), réalisé par Herbert Wilcox
- 1959 : The Heart of a Man, réalisé par Herbert Wilcox
- 1961 : L'Escapade héroïque (en), réalisé par Jay Lewis (en)
- 1962 : Postman's Knock (en), réalisé par Robert Lynn (en)
- 1962 : Mix Me a Person (en), adaptation du roman éponyme réalisée par Leslie Norman
- 1962 : Live Now - Pay Later, réalisé par Jay Lewis (en)
- 1965-1966 : 4 épisodes de No Hiding Place (en)
- 1966 : 4 épisodes de Quick Before They Catch Us (en)
- 1966 : 1 épisode de Public Eye (en)
- 1966-1967 : 2 épisodes de Thirty-Minute Theatre (en)
- 1967 : 1 épisode de Armchair Thriller (en)
- 1967 : 1 épisode de Dixon of Dock Green
- 1967 : 3 épisodes de The Informer
- 1969 : 4 épisodes de Fraud Squad
- 1970 : 2 épisodes de The Best Things in Life
- 1971 : 1 épisode de Budgie
- 1971 : 6 épisodes de You're Only Young Twice

## Sources
- Claude Mesplède et Jean-Jacques Schleret (Éd. rév. de: SN, voyage au bout de la Noire), Les auteurs de la Série noire, 1945-1995, Nantes, Joseph K, coll. « Temps noir », 1996, 627 p. (ISBN 978-2-910686-11-6, OCLC 300207570), p. 831-832.
- Claude Mesplède, Les années "Série noire" bibliographie critique d'une collection policière, t. 4 : 1972-1982, Amiens, Encrage, coll. « Travaux » (no 25), 1995, 318 p. (ISBN 978-2-906389-63-2).